# Hikotei Jidai
Hikōtei Jidai (яп. 飛行艇時代 Хико:тэй дзидай, досл. «Век летающих лодок») — это пятнадцатистраничная полностью акварельная манга Хаяо Миядзаки, на которой основан его анимационный фильм «Порко Россо».
Манга была опубликована в трёх частях в Model Graphix, ежемесячном журнале, как часть серии «Zassou Note» Хаяо Миядзаки. Как и другие манги из этой серии, «Век летающих лодок» показывает любовь к старым самолётам. Сюжет наполнен самолётами 1920-х годов (сильно модифицированными Миядзаки) и их техническими деталями, а также героями (добрыми и глупыми), которые их любят.
Манга была опубликована в США в 1992 году издательством Dainippon Kaiga (ISBN 4-499-20595-6). Это книга объёмом около 60 страниц, включающая и «Век летающих лодок» (всего 15 страниц), несколько виньеток с самолётами, модели самолётов из смолы, фотографии некоторых реальных аналогов гидросамолётов, которые фигурировали в фильме, и несколько интервью с Миядзаки о наборах моделей самолётов.

## Отличия от «Порко Россо»
По сравнению с аниме-версией, манга заметно добрее. О прошлом Порко говорится только то, что он «пилот итальянских ВВС в отставке», хотя упоминается подъём фашизма и настроения против него. Джина вообще не появляется, а Порко гораздо беззаботнее. Тем не менее основная сюжетная линия и атмосфера перенесены в аниме.

Для воздушного боя между Порко и Дональдом Чаком (Дональд Кёртисс в аниме) Миядзаки написал: 
«Если бы это была анимация, я мог бы передать величие этой битвы не на жизнь, а на смерть. Но это комикс. У меня нет другого выбора, кроме как положиться на ваше воображение, добрые читатели». 
В то время аниме «Порко Россо» ещё не было анонсировано.
Мамма Айуто (итал. «Мама, помоги!»), которую Порко спасает в первой части манги, в аниме становится названием банды пиратов на гидросамолёте.

## История
1920-е годы, небо над Адриатическим морем. Воздушные пираты на гидросамолётах бороздят моря и небеса, нападая на корабли, грабя их и похищая женщин. С ними борются охотники за головами, лучшим из которых является Порко Россо, пилотирующий красный гидросамолёт. Порко Россо лихой парень, и женщины его любят. Однако у него есть одна особенность — он свинья.
Часть первая
Порко Россо спасает девушку, Мамму Айуто, от банды воздушных пиратов.
Часть вторая
Порко сбит американцем Дональдом Чаком. Пилот отвозит свой самолёт в миланский Пикколо, SPA, для ремонта. Фио, 17-летняя девушка, переделывает и совершенствует его.
Часть третья
Порко и Чак устраивают грандиозную воздушную битву за Фио и за итальянскую гордость.

## Наследие
«Век летающих лодок» лёг в основу аниме-фильма Миядзаки 1993 года «Порко Россо». Кроме того, телесериал The Walt Disney Company «Чудеса на виражах» также был вдохновлён Hikōtei Jidai.